# پندنامه عطار
پندنامه (منسوب به) عطار، منظومه‌ای حکمی-اخلاقی، در قالب مثنوی به زبان فارسی.
این کتاب، که در چاپ سیلوستر دوساسی ۸۵۳ بیت و ۷۹ عنوان دارد، با ستایش خداوند آغاز می‌شود و شاعر ابتدا به ذکر نشانه‌های قدرت پروردگار می‌پردازد و از پیامبرانی چون نوح و لوط و ابراهیم سخن به میان می‌آورد، سپس به اوصاف پیامبر اسلام می‌پردازد. شاعر به خلفای راشدین اشاره کرده، از علی به عنوان «باب مدینه علم» یاد می‌کند و بعد از مناجات به موضوع اصلی کتاب می‌پردازد. اندرزهای پندنامه متنوع و در زمینه‌های گوناگون است، از قبیل آداب زندگی، بهداشت و تندرستی، مهمان نوازی، بخشش و جوانمردی و کشورداری. از مضامین دیگر پندنامه اصل‌ایمان است که در شش چیز خلاصه می‌گردد: یقین، خوف، رجا، توکل، محبّت، حیا.
از میان آثار زیادی که به عطار نسبت داده شده‌است، برخی تذکره‌نویسان از جمله امین احمد رازی و هدایت، مثنوی پندنامه را از عطار دانسته‌اند. از میان محققان متأخر، فروزانفر ضمن اینکه‌این انتساب را رد نکرده در آن تردید روا داشته‌است. عبدالحسین زرین‌کوب در مورد صحت انتساب پندنامه نظر مشخصی ابراز نکرده‌است. اما محمدرضا شفیعی کدکنی انتساب پندنامه را به عطار با قطعیت رد می‌کند و در مقدمه خود بر منطق‌الطیر عطار پس از برشمردن آثار عطار می‌نویسد: «جز آن چهار منظومه (منطق‌الطیر و الهی‌نامه و اسرارنامه و مصیبت‌نامه) و دیوان و مختارنامه و کتاب تذکرة الاولیا، هیچ اثر دیگری از عطار نیست و تمام منظومه‌های ناتندرستی که به اسم بلبل‌نامه، بیسرنامه، پسرنامه، حیدری‌نامه، پندنامه، جوهرالذات، حلاج‌نامه، سیاه‌نامه، اشترنامه، لسان‌الغیب، مظهرالذات، معراج‌نامه، مفتاح‌الفتوح، نزهت‌نامه، وصلت‌نامه، هیلاج‌نامه وجود دارد، و بعضی از آنها مانند پندنامه متأسفانه بارها و بارها به نام او نشر یافته، هیچ‌کدام از آثار او نیست. اغلب اینها محصول روزگار انحطاط عرفان و حاصل یاوه‌گویی درویش‌های بیکاری است که طبع نظمی داشته‌اند و اندیشه‌های علیل و تخیلات خود را به‌صورت منظومه‌هایی سست و بیمارگونه به دست آیندگان سپرده‌اند، و برای آن که از بیرحمی زمانه - که این‌گونه آثار را در همان عصر مؤلفان به فراموشی می‌سپارد - در امان بمانند نام شریف و ارجمند فریدالدین عطار نیشابوری را به‌عنوان سراینده بر آنها نهاده‌اند و آن بزرگوار در طول این سده‌ها نامش به این‌گونه یاوه‌ها آلوده شده‌است و هنوز هم در مباحث تاریخ عرفان و ادب متأسفانه آثار این آمیختگی گاه‌گاه خود را نشان می‌دهد؛ هم در نوشته‌های خاورشناسان و هم در آثار بعضی از نویسندگان ایرانی و شرقی.»
چاپهای زیادی از پندنامه در کشورهای مختلف به عمل آمده‌است که می‌توان به‌اینها اشاره کرد: چاپ سیلوستر دوساسی (پاریس ۱۸۱۹)، با مقابله و بازنویسی عبدالمحمد روح‌بخشان (تهران ۱۳۷۳)؛ چاپ جی.اچ. هندلی (لندن ۱۸۰۹).